# Mistrzostwa Europy w Pływaniu 1938
V Mistrzostwa Europy w Pływaniu odbyły się w dniach 6-13 sierpnia 1938 roku w Londynie (Wielka Brytania). Rozegrano zawody w jedenastu konkurencjach pływackich, czterech konkurencjach skoków do wody i turniej piłki wodnej. Klasyfikację medalową wygrała reprezentacja gospodarzy.

## Tabela medalowa
| Miejsce | Państwo         | Złoto | Srebro | Brąz | Razem |
| ------- | --------------- | ----- | ------ | ---- | ----- |
| 1.      | III Rzesza      | 5     | 6      | 2    | 13    |
| 2.      | Dania           | 5     | 1      | 1    | 7     |
| 3.      | Holandia        | 2     | 3      | 2    | 7     |
| 4.      | Szwecja         | 2     | 1      | 0    | 3     |
| 5.      | Wielka Brytania | 1     | 3      | 5    | 9     |
| 6.      | Francja         | 0     | 1      | 0    | 1     |
| 7.      | Węgry           | 0     | 0      | 3    | 3     |
| 8.      | Belgia          | 0     | 0      | 1    | 1     |
| 8.      | Jugosławia      | 0     | 0      | 1    | 1     |
| Razem   | Razem           | 16    | 16     | 16   | 48    |

## Wyniki

### Pływanie
Mężczyźni
| Konkurencja:                          | Złoto:                                                                  | Czas    | Srebro:                                                                   | Czas    | Brąz:                                                                               | Czas    |
| 100 m stylem dowolnym (szczegóły)     | Kees Hoving                                                             | 59,8    | Frederick Dove                                                            | 1:00,6  | István Hörösi                                                                       | 1:01,2  |
| 400 m stylem dowolnym (szczegóły)     | Björn Borg                                                              | 4:51,6  | Werner Plath                                                              | 4:56,2  | Norman Wainwright                                                                   | 4:56,3  |
| 1500 m stylem dowolnym (szczegóły)    | Björn Borg                                                              | 19:55,6 | Robert Leivers                                                            | 19:57,0 | Heinz Arendt                                                                        | 20:12,6 |
| 100 m stylem grzbietowym (szczegóły)  | Heinz Schlauch                                                          | 1:09,0  | Gerhard Nüsske                                                            | 1:10,8  | Árpád Lengyel Johannes Scheffer                                                     | 1:12,0  |
| 200 m stylem klasycznym (szczegóły)   | Joachim Balke                                                           | 2:45,8  | Erwin Sietas                                                              | 2:45,9  | Antun Cerer                                                                         | 2:47,6  |
| 4 x 200 m stylem dowolnym (szczegóły) | III Rzesza Werner Birr · Wolfgang Heimlich · Hans Freese · Werner Plath | 9:17,6  | Francja Roland Pallard · Christian Talli · René Cavalero · Alfred Nakache | 9:22,6  | Wielka Brytania Frederick Dove · Kenneth Deane · Robert Leivers · Norman Wainwright | 9:24,6  |

Kobiety
| Konkurencja:                          | Złoto:                                                                      | Czas   | Srebro:                                                               | Czas   | Brąz:                                                                        | Czas   |
| 100 m stylem dowolnym (szczegóły)     | Ragnhild Hveger                                                             | 1:06,2 | Birte Ove-Petersen                                                    | 1:06,8 | Rie van Veen                                                                 | 1:08,4 |
| 400 m stylem dowolnym (szczegóły)     | Ragnhild Hveger                                                             | 5:09,0 | Rie van Veen                                                          | 5:27,7 | Fernande Caroen                                                              | 5:33,4 |
| 100 m stylem grzbietowym (szczegóły)  | Cornelia Kint                                                               | 1:15,0 | Irene van Feggelen                                                    | 1:15,9 | Birte Ove-Petersen                                                           | 1:17,0 |
| 200 m stylem klasycznym (szczegóły)   | Inge Sørensen                                                               | 3:05,4 | Doris Storey                                                          | 3:06,0 | Johanna Waalberg                                                             | 3:06,2 |
| 4 x 100 m stylem dowolnym (szczegóły) | Dania Eva Arndt-Riise · Gunvor Kraft · Birte Ove-Petersen · Ragnhild Hveger | 4:31,6 | Holandia Alie Stijl · Trude Malcorpe · Rie van Veen · Willy den Ouden | 4:39,5 | Wielka Brytania Zipha Grant · Joyce Harrowby · Marjory Hinton · Olive Wadham | 4:51,4 |

### Skoki do wody
Mężczyźni
| Konkurencja:                       | Złoto:      | Wynik  | Srebro:      | Wynik  | Brąz:            | Wynik  |
| Skoki z trampoliny 3 m (szczegóły) | Johnny Weiß | 148,02 | Fritz Haster | 137,50 | Frederick Hodges | 132,52 |
| Skoki z wieży 10 m (szczegóły)     | Johnny Weiß | 124,67 | Heinz Kitzig | 121,53 | László Hidvégi   | 107,22 |

Kobiety
| Konkurencja:                       | Złoto:          | Wynik  | Srebro:             | Wynik  | Brąz:          | Wynik  |
| Skoki z trampoliny 3 m (szczegóły) | Elizabeth Slade | 103,60 | Gerda Daumerlang    | 102,28 | Edna Child     | 100,40 |
| Skoki z wieży 10 m (szczegóły)     | Inge Beeken     | 37,09  | Ann-Margret Nirling | 36,92  | Susanne Heinze | 36,39  |

### Piłka wodna
| Konkurencja:                 | Złoto: | Srebro:    | Brąz:    |
| Turniej mężczyzn (szczegóły) | Węgry  | III Rzesza | Holandia |